# Scheitholt

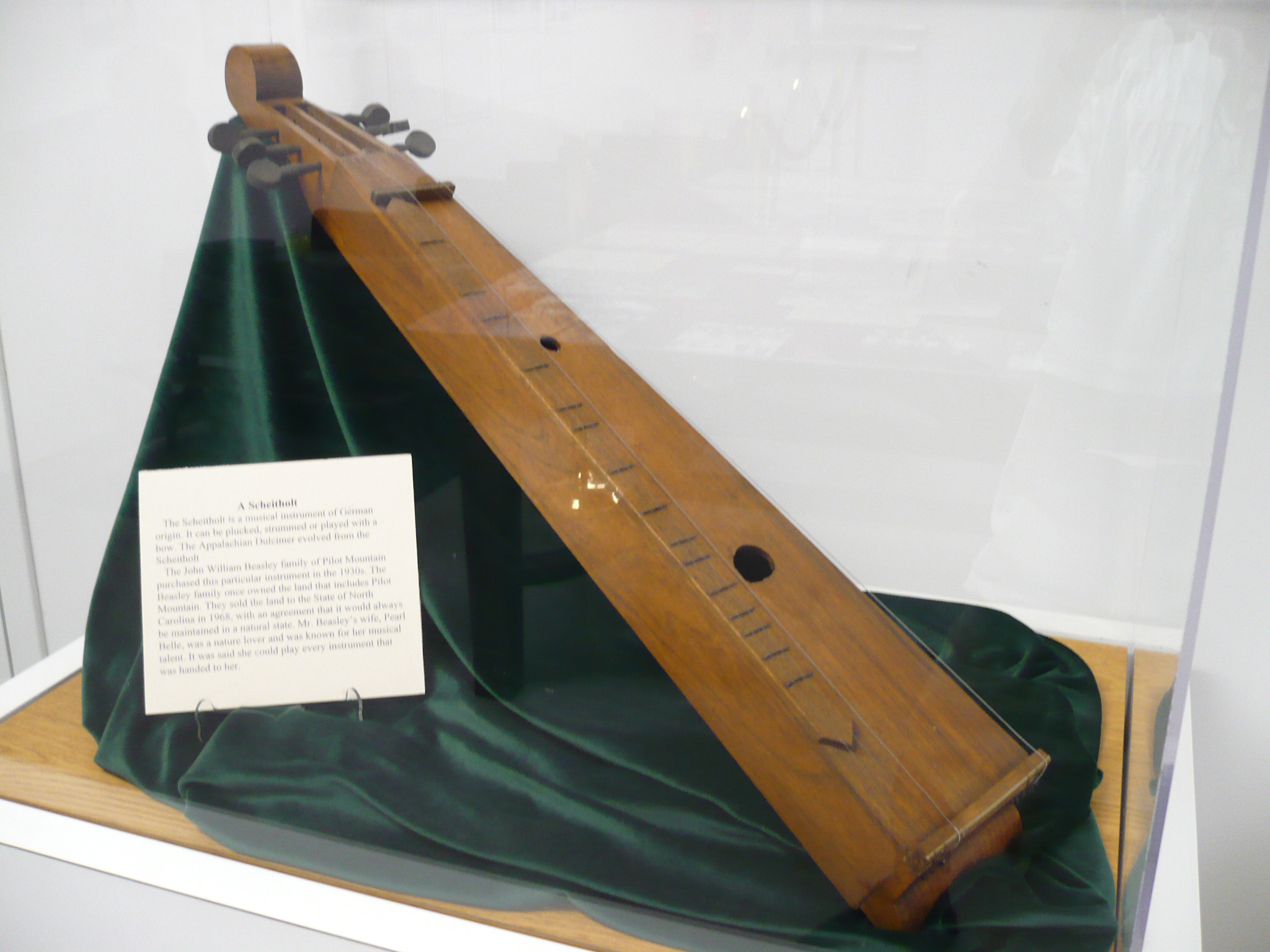
Ett scheitholt.

Scheitholt eller scheitholz är ett traditionellt tyskt stränginstrument och en förfader till den moderna cittran. Det faller in i kategorin drönarcitrar .

## Historia
Scheitholten kan ha sitt ursprung i ett antikt grekiskt instrument som användes för teoretisk undervisning i musik och fysik, kallat monokordet (en lång trälåda med endast en sträng). Ursprungligen syftade Scheitholt på vedträn eller scheitholz (Scheit = bit, flis; Holz eller lågtyska Holt = trä). Från 1500-talet och framåt fick instrumentet detta namn, troligen på grund av dess liknande form eller storlek. Den mest kända beskrivningen av detta instrument kommer från Michael Praetorius 1619. Instrumentet har flera regionala namn. I norra Tyskland kallas det ofta för Hummel (musikinstrument), vilket betyder “humlor” (en referens till det surrande ljudet från drönarsträngarna - samma ord användes också för säckpipan). Andra namn inkluderar holländska noordse balk, franska bûche eller bûche de Meuse, flamländska vlier och schweizisk tyska Hexenscheit.
Scheitholt kan spåras tillbaka till 1300-talet i den bayerska/österrikiska regionen. Instrument av liknande typ finns även i andra delar av Nordeuropa. I Amerika introducerades troligen scheitholten i Pennsylvania av tyska invandrare och den spred sig till bergsområdena i Appalacherna. Där utvecklades den till den Appalachiska dulcimeren i slutet av 1700-talet. Appalachian dulcimer, även känd som bergsdulcimer eller lap dulcimer, är i grunden en scheitholt med en greppbräda monterad på en större ljudlåda.

## Beskrivning
Den ursprungliga scheitholten var vanligtvis utrustad med en ljudlåda i trä som var cirka 50 cm (19,7 tum) lång och 5 cm (2 tum) bred, och hade en enkel headstock samt två eller tre strängar. Strängarna var ofta gjorda av enkla material som djurhår, tarm eller vaxat linne, förutom mässing. Instrumentet saknade en greppbräda, men hade trådar inbäddade i träet under strängarna som fungerade som band. Från 1500- och 1600-talet började scheitholten ha tre till fyra strängar. I takt med instrumentets utveckling blev ljudlådan större och en separat greppbräda limmades på. Scheitholten genomgick en formförändring och utvecklades till kratzzither eller scherrzither runt mitten av 1700-talet.

## Spelteknik
Scheitholt spelades på liknande sätt som dagens cittra. Instrumentet lades horisontellt, antingen på ett bord eller i spelarens knä. Vänster hand använde en träpinne, ibland kallad ‘noter’, för att trycka på strängarna. Tummen och pekfingret användes för att plocka strängarna, antingen direkt eller med hjälp av ett horn, ett träplektrum eller en gåspenna. Några av strängarna fungerade som drönare.
Under hela 1800-talet spelades scheitholt och hummel i Alperna i södra Tyskland, samt i norra Tyskland, specifikt i Erzbergen i Sachsen och i Oberlausitz.